# Lauritzenia sinuata
Lauritzenia sinuata är en kvalsterart som först beskrevs av Pérez-Íñigo jr. 1990.  Lauritzenia sinuata ingår i släktet Lauritzenia och familjen Haplozetidae. Inga underarter finns listade i Catalogue of Life.